# シュライトドルフ
シュライトドルフ (ドイツ語: Schlaitdorf) は、ドイツ連邦共和国バーデン＝ヴュルテンベルク州シュトゥットガルト行政管区のエスリンゲン郡に属す町村（以下、本項では便宜上「町」と記述する）である。この町はシュトゥットガルト地方（1992年まではミッテレラー・ネッカー地方）およびシュトゥットガルト大都市圏に属している。また、ネッカーテンツリンゲン自治体行政連合の一部をなしている。

## 地理

### 位置
シュライトドルフの町域は、シェーンブーフおよびグレムスヴァルト地方に含まれ、大部分がその中でもヴァルトドルファー平地に位置している。名前の由来となった集落は、シャイヒ川とネッカー川上流との間の高台に位置している。
シャイトドルフは、ニュルティンゲンの西南西約 9 km、郡庁所在地エスリンゲン・アム・ネッカーの南南西約 16 km（ともに直線距離）にあたる。

### 自治体の構成
この町には、シャイトドルフ地区の他に集落はない。

### 隣接する自治体
シャイトドルフは、北はアイヒタール、東はネッカータイルフィンゲン、南はネッカーテンツリンゲンおよびアルテンリート（以上、いずれもエスリンゲン郡）、西はヴァルトドルフヘスラハ（ロイトリンゲン郡）と境を接している。

### 土地利用
2020年現在のこの町の用途別土地面積および占有率は以下の通りである。
| 用途         | 面積 (ha) | 占有率 (%) |
| ------------ | --------- | ---------- |
| 住宅用地     | 30        | 4.1        |
| 商工業用地   | 4         | 0.5        |
| レジャー用地 | 3         | 0.4        |
| 交通用地     | 54        | 7.4        |
| 農業用地     | 373       | 51.1       |
| 森林         | 254       | 34.7       |
| 水域         | 2         | 0.3        |
| その他       | 11        | 1.5        |
| 合計         | 731       | 100.0      |

### 地名
Sleitdorf は一説には滑りやすい（ローム質の）土地を意味するとされているが、エルンスト・フェルステマンの Altdeutsche Namenbuch（直訳: 古いドイツの名称の本）は sleit を「斜面」と解釈している。

## 歴史

### 古代
町域内には、紀元前600年から紀元前400年のハルシュタット時代のケルト人の墳墓（レービュールの墳墓）がある。この荒廃した墓は、ホーホドルフ・アン・デア・エンツの墳墓と同じ重要性を持っている。
地名に基づく研究によれば、シャイトドルフの成立年代は紀元後500年から700年とされる。

### 中世
1088年にシャイトドルフは初めて文献に記録されている。この最初の記録はライヒェンバッハ修道院の寄進台帳であるが、その記録はシュライトドルフ集落ではなく、その地元貴族 Albericus de Sleithdorf が寄進の証人として記されているものである。
シュライトドルフは1342年にテュービンゲン宮中伯によりテュービンゲンや他の村とともにヴュルテンベルク伯ウルリヒ3世に売却された。1344年に記録されたブルヒャルトがシュライトドルフの土着貴族の最後の成員であった。15世紀初めまでのシュライトドルフについて多くは知られていない。この村はどうやらカイプ・フォン・ホーエンシュタイン家の所有であったらしい。この貴族家は1334年からすでにシュライトドルフから収入を得ていた。カイプ家は1436年に村の領主権をゲオルク・デュルナー・フォン・デュルナウ（ゲッピンゲン郡を拠点とする）に売却した。彼はこの村をレーエンとしてヴュルテンベルク伯に移譲したが、1451年にそのレーエン領地を取り戻した。その引き替えに彼は領主権をヴュルテンベルク伯ウルリヒに譲渡した。ゲオルク・デュルナーは交換や売却により所領をニュルティンゲン市民やヴュルテンベルク領主に譲渡していった。
1482年、当時シュライトドルフにあった城砦が、知られている最後の城主ルートヴィヒ・ハッフェンベルク・ツー・ノイエンリートから司祭に移譲された。これ以後、城は司祭館として用いられ、何度も改築された。現在、元の城は牧師館の1階に痕跡を遺すだけである。1500年頃に現在の聖ヴェンデリン教会が後期ゴシック様式で建設された。身廊の一部は12世紀にまで遡る。

### 近世
シュライトドルフは、1534年に宗教改革がなされて福音主義に改宗した。シュライトドルフ教区には、ネッカーテンツリンゲンから分離されたアルテンリートが1654年から属し、ヘスラハも1842年まで属していた。
シュライトドルフは、アルトヴュルテンベルクのアムト・テュービンゲンに属し、ヴュルテンベルク王国建国後もオーバーアムト・テュービンゲンに留まった。
1842年から1863年まで（長らく閉鎖されていた）採石場で砂岩の採掘が行われた。その石材はケルン大聖堂やウルム大聖堂などの建設にも用いられた。この石材は方解石を多く含んでいるため、特に酸に弱く、このため風化が早い。シュライトドルフから産出した石材は後に再び交換しなければならなかった。2つのかつての採石場が現在自然文化財に指定されている。

### 20世紀
1935年に、現在も使用されている紋章が認可された。頂部が金地に黒い鹿の角、主部が白地に赤いハートを描いたものである。元々古い紋章には、ハートではなく犂の刃が描かれていたが、犂の刃がハートと誤解され紋章が変更された。
ナチ時代のヴュルテンベルクの郡再編によりシュライトドルフは1938年にニュルティンゲン郡の所属となった。
第二次世界大戦中シュライトドルフは何度も焼夷弾の攻撃に遭い、建物が破壊された。第一次世界大戦では21人のシュライトドルフ住民が死亡し、第二次世界大戦では26人が死亡、15人が行方不明になった。
第二次世界大戦後この町はアメリカ管理地区となり、新設されたヴュルテンベルク＝バーデン州に属した。この州は1952年に現在のバーデン＝ヴュルテンベルク州となった。
1973年の郡再編以降シュライトドルフはエスリンゲン郡の一部となっている。

### 現在の町の発展
2013年10月初め、3年以内にこの町がドイツテレコムのブロードバンド・ネットワークに接続する予定であることが発表された。町長と町議会はこのために2009年から努力を続けてきた。

## 住民

### 人口推移
人口調査結果 (*) または州統計局の公式研究結果に基づく人口推移を以下に示す（この町を主たる住所地とする人口）。
| 時期           | 人口（人） |
| -------------- | ---------- |
| 1871年12月1日* | 705        |
| 1900年12月1日* | 658        |
| 1939年5月17日* | 630        |
| 1950年9月13日* | 878        |
| 1961年6月6日*  | 834        |
| 1970年5月27日* | 995        |
| 1987年5月25日* | 1,442      |
| 1995年12月31日 | 1,576      |
| 2000年12月31日 | 1,635      |
| 2005年12月31日 | 1,709      |
| 2010年12月31日 | 1,783      |
| 2015年12月31日 | 1,886      |
| 2020年12月31日 | 1,957      |

## 行政

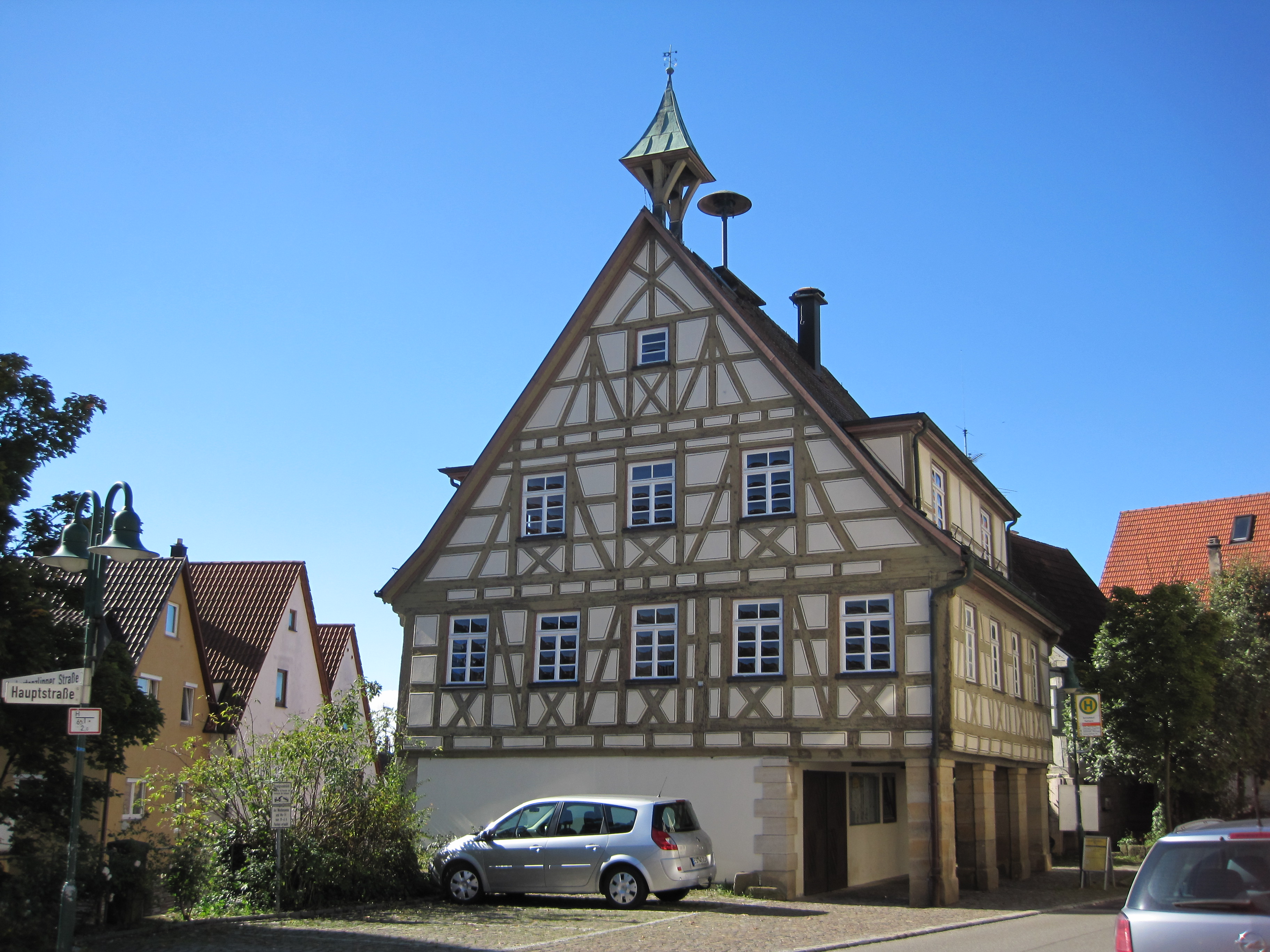
シュライトドルフの町役場

### 議会
シュライトドルフの町議会は10議席からなる。町議会は、これらの選出された名誉職の議員と議長を務める町長で構成されている。町長は町議会において投票権を有している。

### 首長
- 2003年 - 2019年: ディートマール・エーデルマン
- 2019年 - : ザッシャ・リヒター[4]

ザッシャ・リヒターは2019年7月7日に新しい町長に選出された。

### 紋章
図柄: 頂部は金地に黒い鹿の角。その下の主部は銀地（白地）に赤いハート。

## 文化と見所

### スポーツ
スポーツクラブ「ゲルマニア・シュライトドルフ」がこの町最大のクラブで、1932年に設立された。このクラブのサッカーチームは、2022年現在クライスリーガ A でプレイしている。その他のスポーツクラブには、テニス＝クラブ・シュライトドルフや、シュライトドルフ射撃クラブがある。

### 年中行事
- 毎年開催
  - シュライトドルフ消防団の「シュライトドルフの夏の夜」。8月第1土曜日
  - フロンライヒナムでのボックビールフェスト
  - アルプフェライン OG シュライトドルフの「夏至の火」
  - クリスマスマーケット（第1アドヴェントの週末）
  - リーダークランツ・シュライトドルフ 1876 e.V. の「ホッケッツェ」。9月半ば
- 隔年
  - ドルフフェスト（直訳: 村祭り）

## 関連図書
- Christoph Friedrich von Stälin, ed (1867). “Schlaitdorf”. Beschreibung des Oberamts Tübingen. Die Württembergischen Oberamtsbeschreibungen 1824–1886. Band 49. Stuttgart: H. Lindemann. pp. 466–470
- Hans Schwenkel (1953). Heimatbuch des Kreises Nürtingen. Band 2. Würzburg. pp. 1063–1079
- Gemeinde Schlaitdorf, ed (1988). Schlaitdorf. Aus der Geschichte eines schwäbischen Dorfes. Schlaitdorf
- Landesarchiv Baden-Württemberg i. V., Landkreis Esslingen, ed (2009). Der Landkreis Esslingen, Band 2. Ostfildern: Jan Thorbecke Verlag. pp. Seiten 410–421. ISBN 978-3-7995-0842-1